# 白石町
白石町（しろいしちょう）は、佐賀県の中南部に位置し、有明海の広い干拓地と干潟で知られる町。杵島郡に属しており、県内地域区分では杵藤地域に属する。

## 地理

### 地形

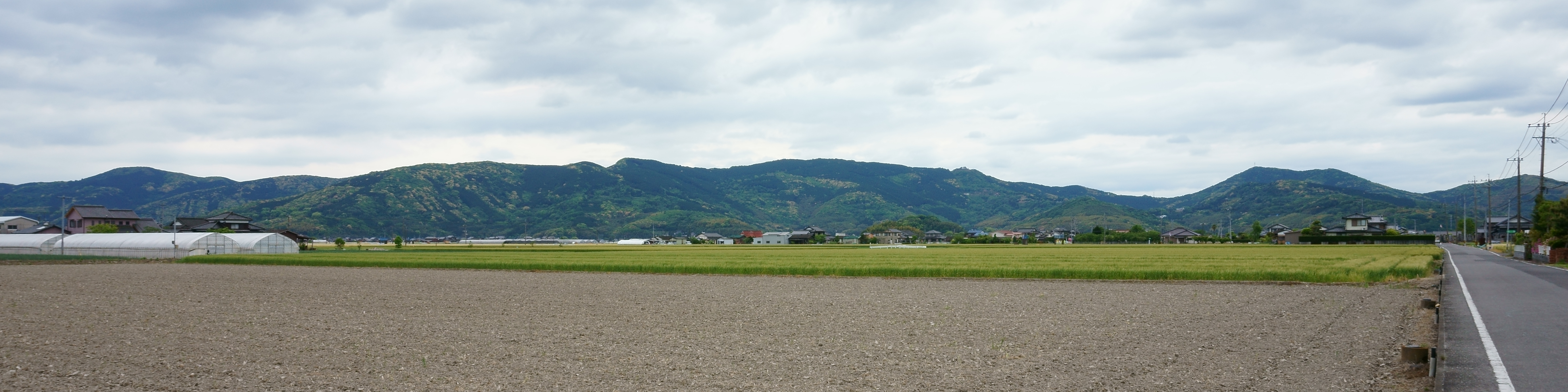
杵島山系

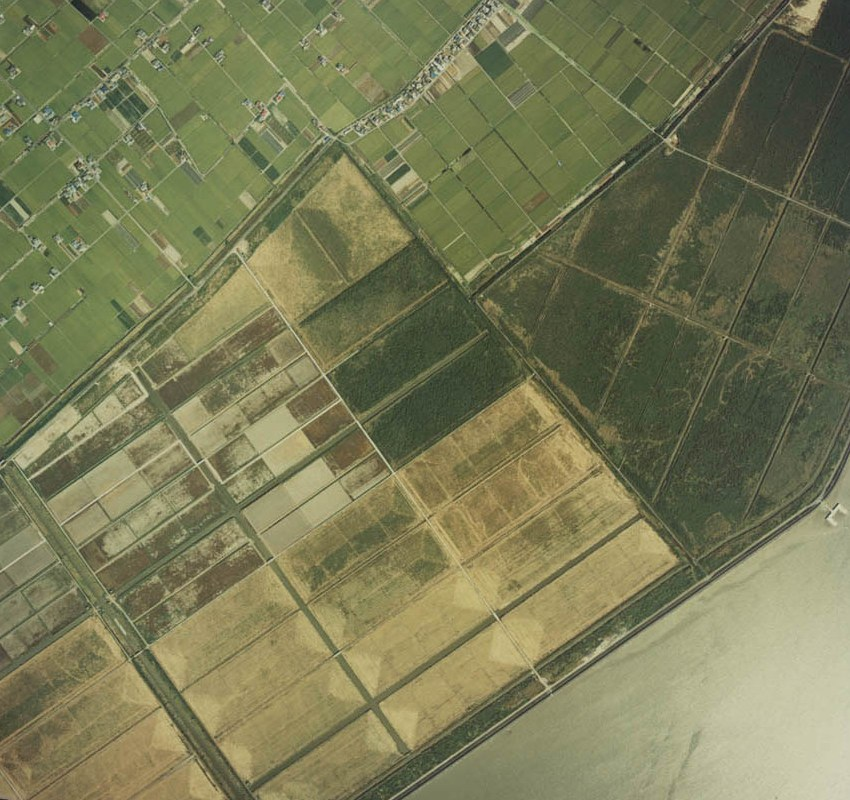
白石町、有明海沿岸の干拓の空中写真。白石町の有明沿岸には広い干拓地が広がる

佐賀平野の中に位置し、町の南から東にかけて有明海に面する。六角川河口の住ノ江の湾奥部では、大潮時最大約6mで日本一の干満差となる。
- 山:杵島山 (345m)・犬山岳 (342m)・白岩山 (340m)・飯盛山 (318m)
- 河川:六角川・塩田川・廻里江川・只江川
- 湖沼:縫ノ池・嘉瀬川池
- 耕地総面積の85%が田や畑である。

### 気候
北部にある山の影響により冬には冷たい風が吹くが、全体的に温暖である。
- 年平均気温: 約16℃
- 年間平均降水量: 約1450mm

| 白石（1991年 - 2020年）の気候      | 白石（1991年 - 2020年）の気候 | 白石（1991年 - 2020年）の気候 | 白石（1991年 - 2020年）の気候 | 白石（1991年 - 2020年）の気候 | 白石（1991年 - 2020年）の気候 | 白石（1991年 - 2020年）の気候 | 白石（1991年 - 2020年）の気候 | 白石（1991年 - 2020年）の気候 | 白石（1991年 - 2020年）の気候 | 白石（1991年 - 2020年）の気候 | 白石（1991年 - 2020年）の気候 | 白石（1991年 - 2020年）の気候 | 白石（1991年 - 2020年）の気候 |
| 月                                 | 1月                           | 2月                           | 3月                           | 4月                           | 5月                           | 6月                           | 7月                           | 8月                           | 9月                           | 10月                          | 11月                          | 12月                          | 年                            |
| ---------------------------------- | ----------------------------- | ----------------------------- | ----------------------------- | ----------------------------- | ----------------------------- | ----------------------------- | ----------------------------- | ----------------------------- | ----------------------------- | ----------------------------- | ----------------------------- | ----------------------------- | ----------------------------- |
| 最高気温記録 °C （°F）             | 20.3 (68.5)                   | 22.9 (73.2)                   | 24.8 (76.6)                   | 31.5 (88.7)                   | 35.9 (96.6)                   | 37.5 (99.5)                   | 39.0 (102.2)                  | 38.6 (101.5)                  | 37.8 (100)                    | 33.1 (91.6)                   | 27.8 (82)                     | 24.2 (75.6)                   | 39.0 (102.2)                  |
| 平均最高気温 °C （°F）             | 9.9 (49.8)                    | 11.5 (52.7)                   | 15.1 (59.2)                   | 20.5 (68.9)                   | 25.5 (77.9)                   | 28.0 (82.4)                   | 31.3 (88.3)                   | 32.7 (90.9)                   | 29.1 (84.4)                   | 24.2 (75.6)                   | 18.1 (64.6)                   | 12.2 (54)                     | 21.5 (70.7)                   |
| 日平均気温 °C （°F）               | 5.0 (41)                      | 6.2 (43.2)                    | 9.6 (49.3)                    | 14.5 (58.1)                   | 19.3 (66.7)                   | 23.1 (73.6)                   | 27.0 (80.6)                   | 27.6 (81.7)                   | 23.8 (74.8)                   | 18.1 (64.6)                   | 12.3 (54.1)                   | 7.0 (44.6)                    | 16.1 (61)                     |
| 平均最低気温 °C （°F）             | 0.6 (33.1)                    | 1.3 (34.3)                    | 4.3 (39.7)                    | 8.8 (47.8)                    | 13.8 (56.8)                   | 19.2 (66.6)                   | 23.6 (74.5)                   | 24.0 (75.2)                   | 19.7 (67.5)                   | 13.1 (55.6)                   | 7.3 (45.1)                    | 2.4 (36.3)                    | 11.5 (52.7)                   |
| 最低気温記録 °C （°F）             | −9.6 (14.7)                   | −6.4 (20.5)                   | −4.3 (24.3)                   | −1.8 (28.8)                   | 3.9 (39)                      | 8.5 (47.3)                    | 15.5 (59.9)                   | 16.6 (61.9)                   | 7.0 (44.6)                    | 1.5 (34.7)                    | −1.5 (29.3)                   | −5.4 (22.3)                   | −9.6 (14.7)                   |
| 降水量 mm （inch）                 | 53.7 (2.114)                  | 71.3 (2.807)                  | 109.8 (4.323)                 | 145.1 (5.713)                 | 154.9 (6.098)                 | 309.5 (12.185)                | 354.0 (13.937)                | 219.4 (8.638)                 | 171.2 (6.74)                  | 88.8 (3.496)                  | 85.9 (3.382)                  | 59.4 (2.339)                  | 1,822.8 (71.764)              |
| 平均降水日数 （≥1.0 mm）           | 8.1                           | 8.3                           | 10.1                          | 9.3                           | 8.9                           | 13.2                          | 12.9                          | 10.0                          | 9.0                           | 6.2                           | 8.2                           | 7.8                           | 112.0                         |
| 平均月間日照時間                   | 117.3                         | 128.1                         | 158.3                         | 177.9                         | 187.2                         | 115.4                         | 161.7                         | 199.6                         | 159.7                         | 168.6                         | 139.8                         | 121.2                         | 1,834.7                       |
| 出典1：Japan Meteorological Agency |                               |                               |                               |                               |                               |                               |                               |                               |                               |                               |                               |                               |                               |
| 出典2：気象庁                      |                               |                               |                               |                               |                               |                               |                               |                               |                               |                               |                               |                               |                               |

### 隣接している自治体
- 鹿島市
- 武雄市
- 嬉野市
- 大町町
- 江北町
- 小城市

### 地域
白石町は平成の大合併で3町が合併しているが、合併前の旧町名は住所には表記せず、全域「白石町大字○○」と表記される。
通常、住所には表記されないが、生活上の単位として集落ごとに行政区が設置されている。大字ごとに行政区を示す。ただし、干拓地の一部の大字(※)は単独で行政区が設置されていない場合もある。
| 地域(旧町) | 面積/km2 | 世帯  | 人口  | 位置 | 大字(行政区) |
| ---------- | -------- | ----- | ----- | ---- | --- |
| 白石       | 46.15    | 03593 | 12426 | 北西 | 旧白石町:福田(揚田・郷司給移東・栄町・秀津・屋形通・五反田・福田・福富移・廿治移・北川) 旧白石町・六角村:廿治(城内・廿治町・中廿治・江越・吉村・廿治新村) 旧白石町・六角村:福吉(大戸・深通・福吉・東深通) 旧六角村:今泉(今泉・網代・伊ケ代・多田) 旧六角村:東郷(西郷・中郷・東郷・東郷移) 旧須古村:堤(船野・内堤・三町・嘉瀬川・小島) 旧須古村:馬洗(神辺・馬田・宮田・法蔵寺) 旧須古村:湯崎(小島・湯崎・久治・川津) 旧北有明村:築切(西分・道目・北揚・八の割・沖小路・一の籠・弥平搦・築切搦) 旧北有明村:遠江(太原・新観音・遠江搦・旭通・太原搦) 旧橋下村:大渡(喜佐木・岡崎・下箕具・鳥巣) 旧南有明村:横手(大井・只江・新昌・天神・中南) 新拓※ |
| 有明       | 32.76    | 02287 | 08178 | 南   | 旧竜王村:坂田(古賀・原田・坂田・白岩) 旧竜王村:深浦(室島・竜王・深浦東分・深浦西分・百貫・古渡・大谷・牛間田) 旧錦江村:田野上(上田野上・下田野上・島津) 旧錦江村:戸ケ里(高町・廻里・廻里津・戸ケ里) 旧錦江村:辺田(久治・六ケ里・辺田) 旧南有明村:牛屋(東上・中央・新通・大和・日登・大西・共栄・沖清・興亜・新盛・西南・新興・干拓) 新明(新明1～4) 新開※ |
| 福富       | 20.55    | 01466 | 05003 | 北東 | 福富(上区・中区・下区・南区・東区・北区) 福富下分(南区・東区・六府方区・東六府方区・住ノ江区) 八平※ |
| 計         | 99.46    | 07346 | 25607 |      | |

1. 1 2  2010年10月1日
2. 1 2  廿治・福吉の2大字は白石町・六角村にまたがっていた。合併後は大字も統一。
3. ↑  干拓により1976年に発足
4. ↑  干拓により1977年に発足
5. ↑  干拓により新たに発足（年不詳）
6. ↑  干拓により新たに発足（年不詳）

### 市外局番
- 市外局番
- 0952（佐賀MA84-87）
- 0954（鹿島MA65-）※旧有明町

## 人口
| |                                        |  |
| 白石町と全国の年齢別人口分布（2005年） | 白石町の年齢・男女別人口分布（2005年） |  |
| ■紫色 ― 白石町 ■緑色 ― 日本全国 | ■青色 ― 男性 ■赤色 ― 女性              |  |
| 白石町（に相当する地域）の人口の推移 \| 1970年（昭和45年） \| 34,694人 \| \| \| 1975年（昭和50年） \| 31,974人 \| \| \| 1980年（昭和55年） \| 31,790人 \| \| \| 1985年（昭和60年） \| 31,464人 \| \| \| 1990年（平成2年） \| 30,539人 \| \| \| 1995年（平成7年） \| 29,510人 \| \| \| 2000年（平成12年） \| 28,393人 \| \| \| 2005年（平成17年） \| 27,057人 \| \| \| 2010年（平成22年） \| 25,607人 \| \| \| 2015年（平成27年） \| 23,941人 \| \| \| 2020年（令和2年） \| 22,051人 \| \| |                                        |  |
| 総務省統計局 国勢調査より |                                        |  |
| 1970年（昭和45年） | 34,694人                               |  |
| 1975年（昭和50年） | 31,974人                               |  |
| 1980年（昭和55年） | 31,790人                               |  |
| 1985年（昭和60年） | 31,464人                               |  |
| 1990年（平成2年） | 30,539人                               |  |
| 1995年（平成7年） | 29,510人                               |  |
| 2000年（平成12年） | 28,393人                               |  |
| 2005年（平成17年） | 27,057人                               |  |
| 2010年（平成22年） | 25,607人                               |  |
| 2015年（平成27年） | 23,941人                               |  |
| 2020年（令和2年） | 22,051人                               |  |

## 歴史

### 沿革
- 1889年（明治22年）4月1日 - 町村制施行により、現在の町域に相当する以下の村が発足（すべて杵島郡）
  - 福治村・六角村・須古村・橋下村・北有明村・福富村・錦江村・竜王村・南有明村
- 1936年（昭和11年）4月1日 - 福治村が町制施行とともに改称。（旧）白石町となる
- 1955年（昭和30年）
  - 4月1日 - 錦江村と竜王村が新設合併し、有明村が発足
  - 7月20日 - （旧）白石町が六角村・須古村を編入
  - 9月30日 - 有明村が南有明村を編入
- 1956年（昭和31年）
  - 4月1日 - 橋下村を分割し、（旧）白石町および北方町に編入
  - 7月1日 - 北有明村を（旧）白石町に編入
- 1962年（昭和37年）10月1日 - 有明村が町制施行、有明町となる
- 1967年（昭和42年）4月1日 - 福富村が町制施行、福富町となる
- 2005年（平成17年）1月1日 - （旧）白石町・福富町・有明町が合併し、新たに白石町となる

### 歴代町長
白石町（2005年-）歴代町長
| 代   | 氏名     | 就任年月日   | 退任年月日   | 備考       |
| ---- | -------- | ------------ | ------------ | ---------- |
| 初-2 | 片渕弘晃 | 2005年2月6日 | 2013年2月5日 | 旧有明町長 |
| 3-4  | 田島健一 | 2013年2月6日 |              | 現職       |

## 行政

### 町長
- 田島健一（3期目）
- 任期：2025年2月5日

### 議会
- 定数：16人（合併当初は定数が26名だった。）
- 任期：2025年2月5日

### 町役場所在地
- 白石町役場：佐賀県杵島郡白石町大字福田1247番地1

町名は「白石町」だが合併当初の本庁は旧有明町役場となっており、「白石町役場白石支所」なる支所も存在していた。2009年12月に庁舎が新設され、かつての旧役場を利用した本庁、支所はすべて閉庁となった。
以前設置されていた庁舎
- 白石町役場（旧有明町役場）：杵島郡白石町大字坂田253番地1
- 白石支所（旧白石町役場）：杵島郡白石町大字福田1809番地1
- 福富支所（旧福富町役場）：杵島郡白石町大字福富3451番地

### マスコットキャラクター
しろいしみのりちゃん
2011年（平成23年）3月20日から白石町の特産物PRキャラクター。
頭はタマネギ、髪飾りに海苔と稲穂（米）、イチゴの体にレンコンのポシェットなどの町の特産物を身に着けている。

### 国政・出先機関
- 衆議院 - 白石町は、佐賀県第2区に含まれる。比例区では九州ブロックに属する。
- 参議院 - 白石町は、佐賀県選挙区（全県区、定数2議席）に属する。

出先機関
- 農林水産省九州農政局
  - 筑後川下流白石平野農業水利事業所

### 県政・出先機関
杵島郡から選出される佐賀県議会議員の定数は2議席である。
出先機関
- 佐賀県杵島農業改良普及センター
- 佐賀県農業試験研究センター
  - 白石分場

### 警察
- 白石警察署
  - 駐在所
    - 北有明警察官駐在所
    - 須古警察官駐在所
    - 有明警察官駐在所
    - 南有明警察官駐在所
    - 福富警察官駐在所
    - 住の江警察官駐在所

### 消防
- 杵藤地区広域市町村圏組合消防本部
  - 白石消防署

## 姉妹友好都市・提携都市
- 茨城県つくば市
- 大阪府豊能郡能勢町

1992年7月姉妹都市提携。「日本三大歌垣」のある「つくば市・能勢町・白石町」は、歌垣という縁を基として友好と親善を深め、さらなる市・町勢の振興と発展を図る目的で「歌垣サミット」を開催。2007年 からは、「歌垣交流事業」として、情報交流をメインとした交流を行っている。

## 健康・福祉
統計はすべて2010年10月1日の国勢調査のもの。
- 平均年齢 ： 48.41歳
  - 年少人口（0 - 14）割合：13.47%
  - 生産年齢人口（15 - 64）割合：56.90%
  - 老年人口（65 - ）割合：29.58%

### 病院
- 特定医療法人静便堂白石共立病院
- 医療法人醇和会有島病院
- 医療法人至慈会高島病院

## 施設

### 文化施設

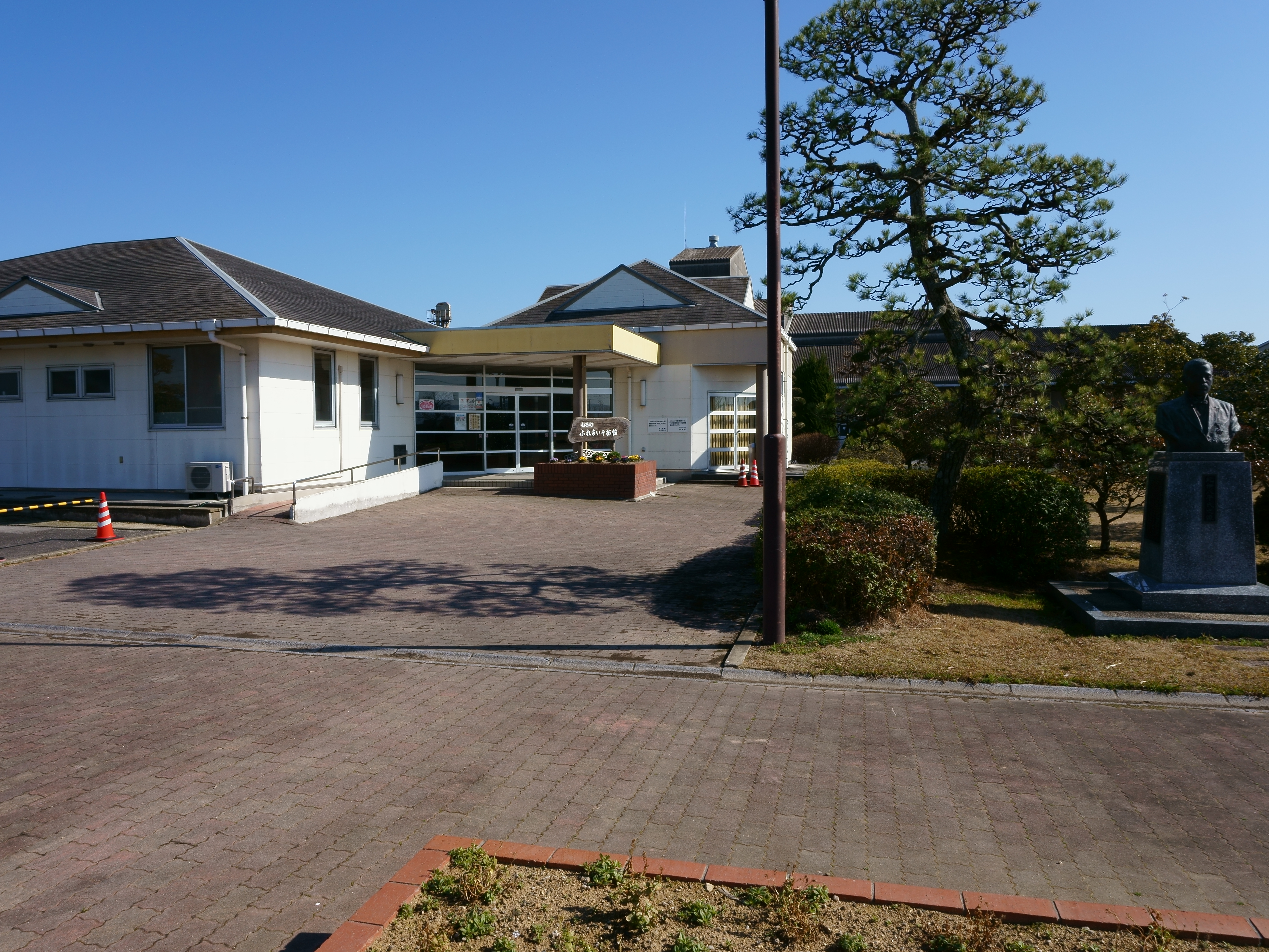
福富マイランド公園内、ふれあい干拓館と紀伊八平像

- 白石町総合センター（多目的ホール）
- 楽習館（図書室）
- うたがき研修センター
- うたがきロッジ
- 三近堂コミュニティーセンター
- 有明スカイパークふれあい郷
  - 自有館（多目的ホール）
  - 遊喜館
- 福富ゆうあい館（ゆうあい図書館）

### スポーツ施設
- 白石社会体育館
- 白石中央公園
  - 多目的運動広場（白石町総合運動場）
  - テニスコート
  - ゲートボール場
- 有明社会体育館
- 有明ふれあい運動公園
- 有明テニスコート
- 有明弓道場
- 有明スカイパークふれあい郷
  - 爽明館（プール）
- 稲佐山運動公園
- 新明グラウンド
- 福富社会体育館
- ふくどみマイランド公園
- 福富多目的運動広場
- 福富ふれあい広場
- 河口堰運動広場

## 教育

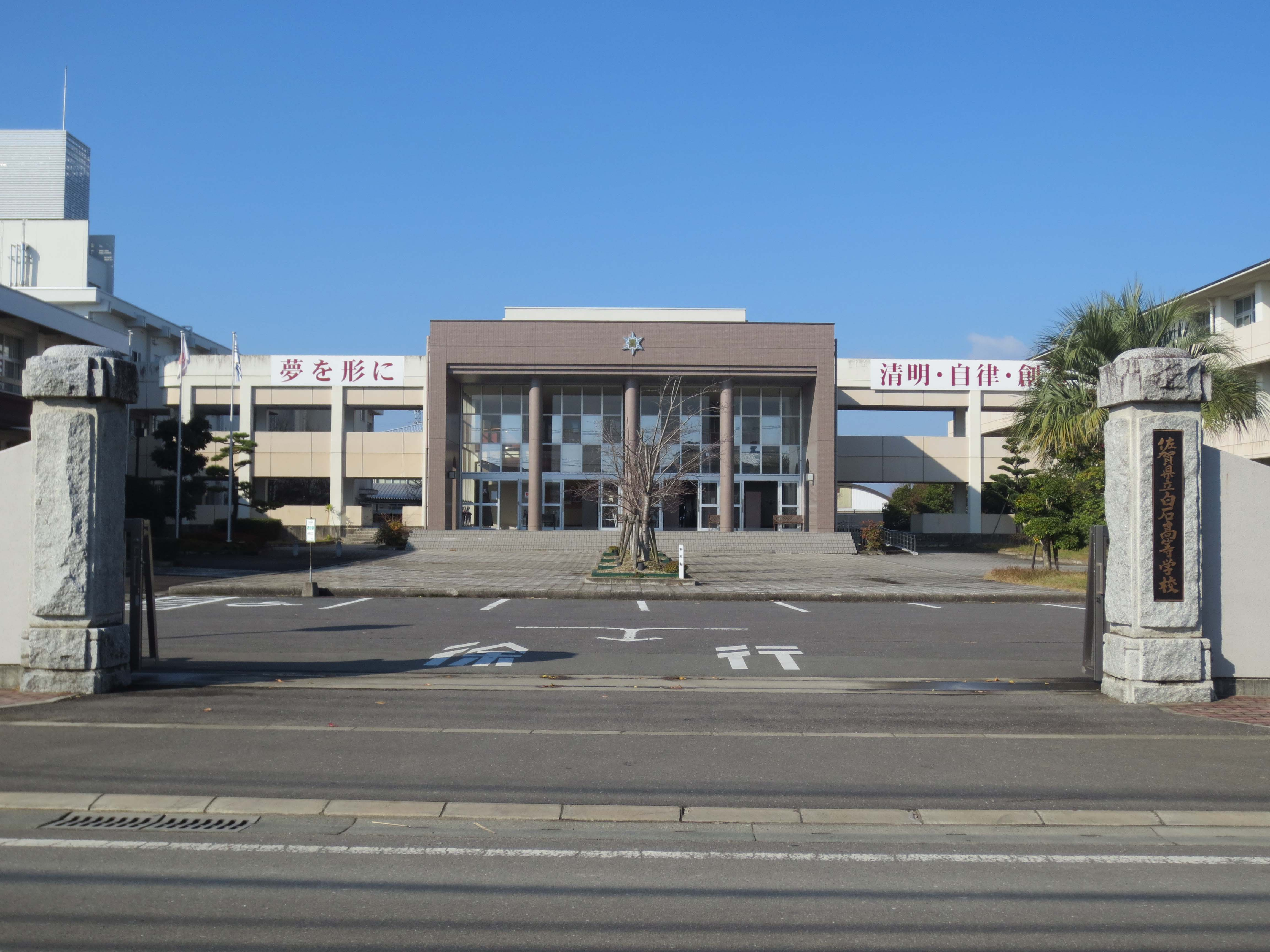
白石高等学校

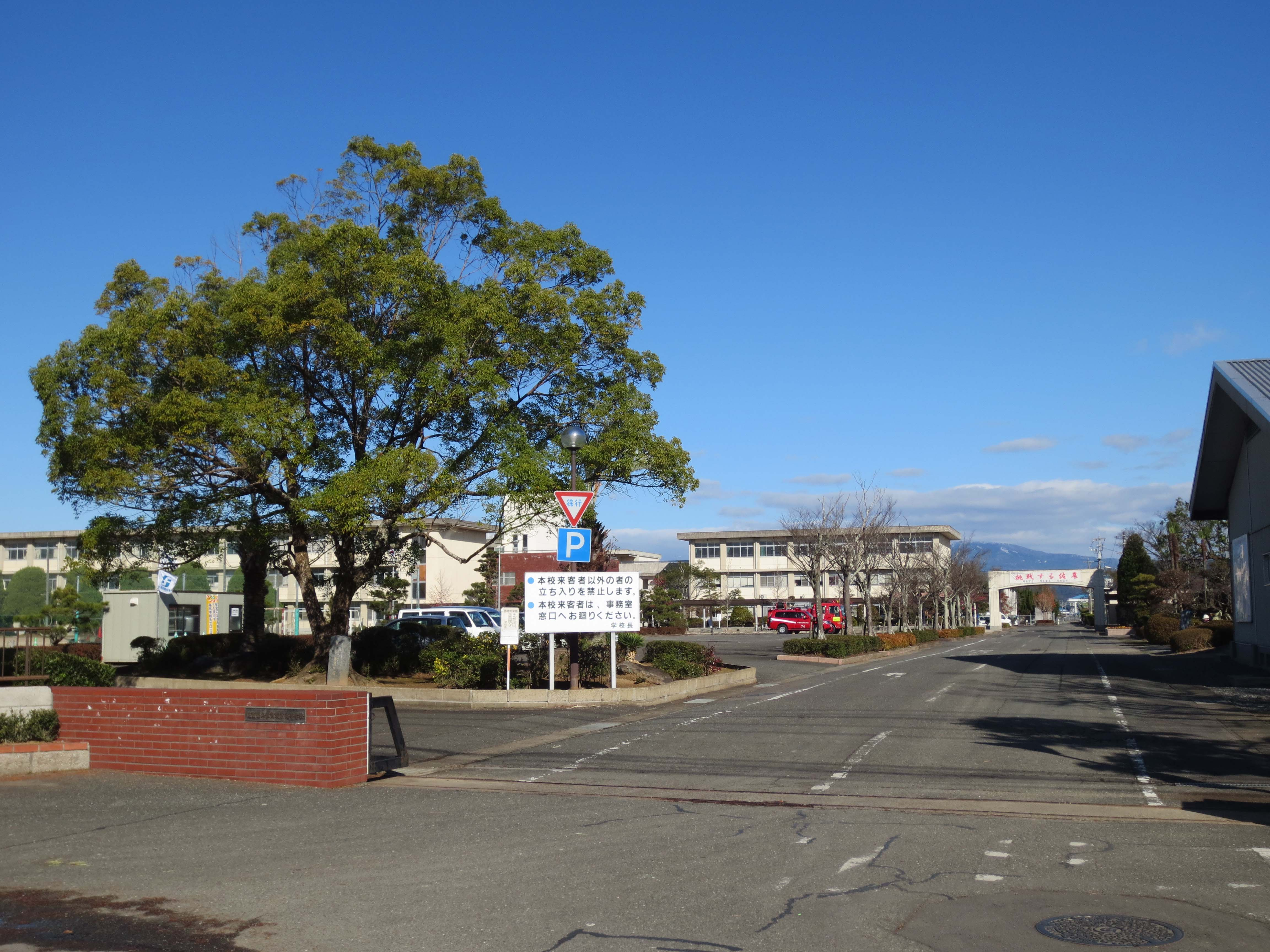
佐賀農業高等学校

### 高等学校
- 佐賀県立白石高等学校
- 佐賀県立佐賀農業高等学校

### 中学校
- 町立
  - 白石中学校

### 小学校
- 町立
  - 白石小学校
  - 六角小学校
  - 須古小学校
  - 北明小学校
  - 有明東小学校（2026年3月末に閉校し、白石町立有明小学校に統合予定）
  - 有明西小学校（同上）
  - 有明南小学校（同上）
  - 福富小学校

少子化を背景として、2024年度から2028年度をめどに、町内の中学校を1校に、小学校を2校に統合する計画案があった。2022年12月、福富小学校を存続し、旧3町に1校ずつ白石、有明、福富の3校とすることになった。2024年4月には中学校の再編が行われ、白石・有明・福富の3校は新制の白石中学校へ統合した。

### 幼稚園
- 町立
  - 福富幼稚園
- 私立
  - 有明幼稚園

### 保育所
- 町立
  - 六角保育園
  - 福田保育園
  - あかり保育園
  - 有明ふたば保育園
  - 有明わかば保育園
  - 有明みのり保育園
  - 福富保育園
- 私立
  - 須古保育園

## 産業

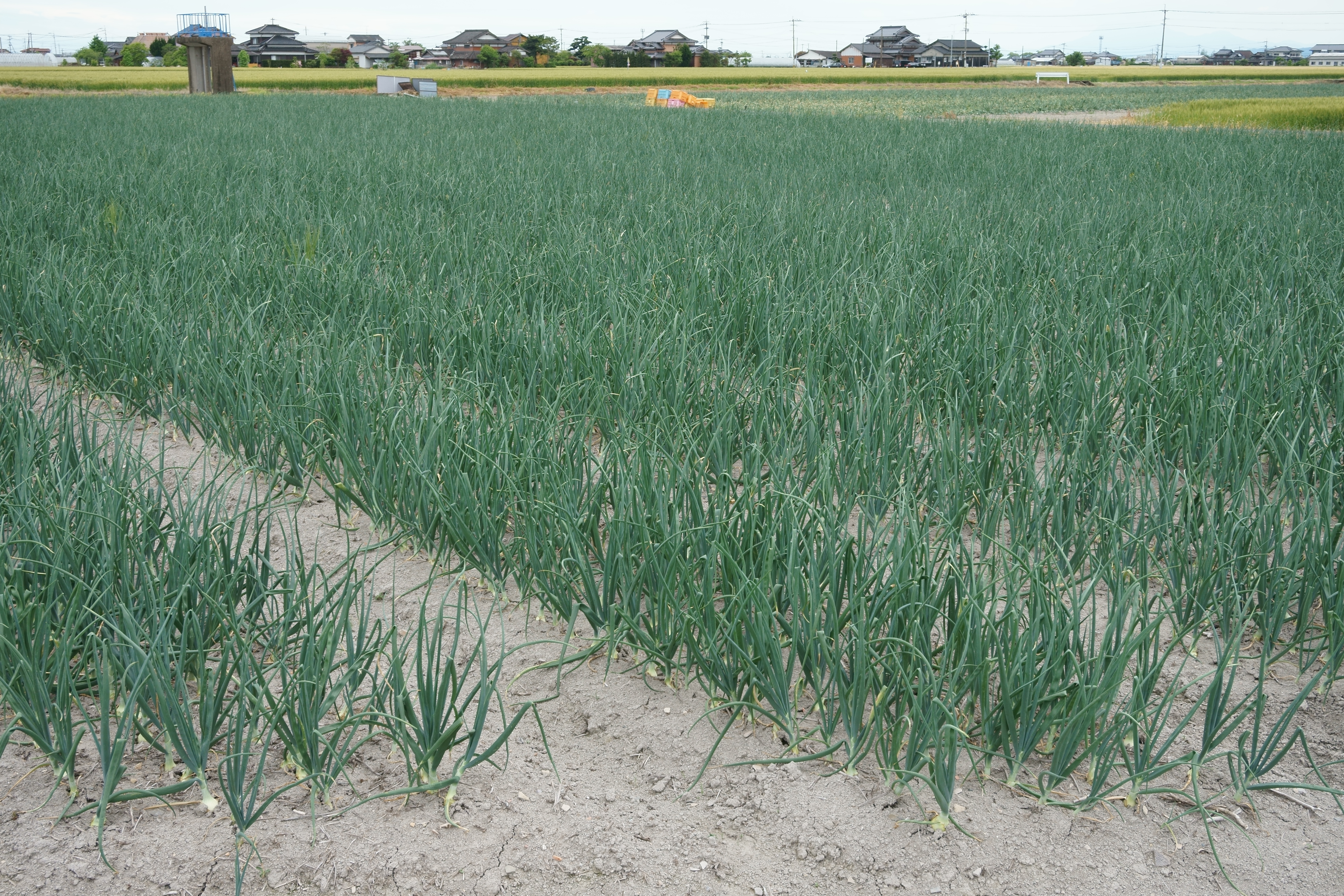
大字今泉のたまねぎ畑

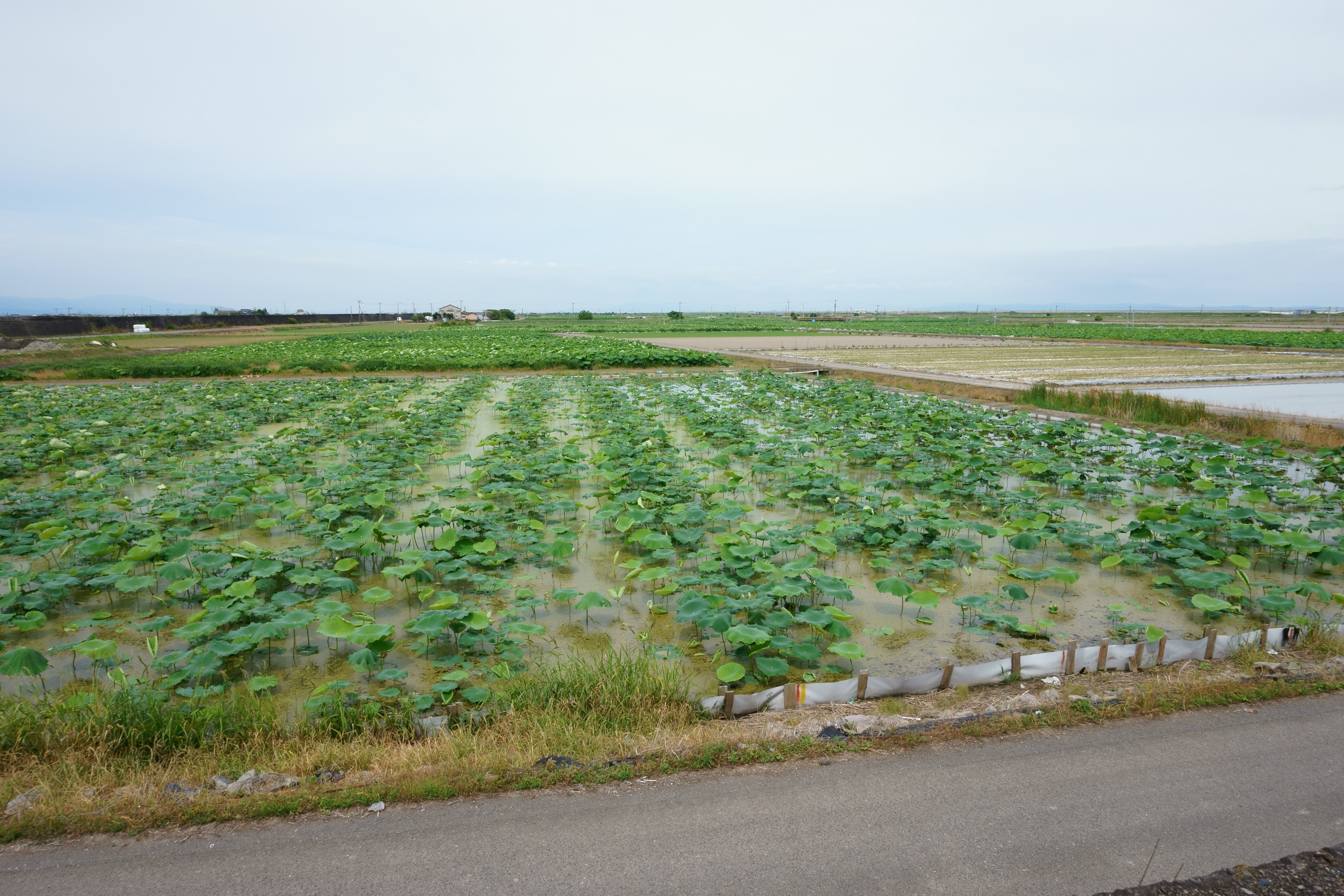
レンコン畑

- 主な産業：たまねぎ、海苔、イチゴ、レンコンの生産地
- 産業人口（2000年10月1日）
  - 第一次産業 33.1%
  - 第二次産業 20.4%
  - 第三次産業 46.5%

### 特産品
- 米
- いちご（さがほのか）
- れんこん
- たまねぎ
- 海苔
- しろいしてんぺ

### 白石町に本社を置く主な企業
●有限会社　佐賀東部青果

### 白石町に工場・事業所を置く企業
- ヤマエ久野佐賀加工食品共配センター
  - デリカフレンズ佐賀工場

### 郵便局
- 郵便局（ゆうちょ銀行）（9局）
  - 集配局 - 窓口業務に加え、集配業務を行う郵便局（1局）
    - 白石郵便局(佐賀県)

  - 無集配局（7局）
    - 六角郵便局、北有明郵便局、須古郵便局、有明郵便局、高町郵便局、住ノ江郵便局、福富郵便局

  - 簡易郵便局（1局）
    - 牛屋簡易郵便局

- 郵便番号
  - 〒849-1xxx

### 金融機関
- 佐賀銀行（2支店）白石支店、有明出張所
- 佐賀共栄銀行（1支店）白石支店
- 九州ひぜん信用金庫白石支店
- 佐賀西信用組合（2支店）白石支店、有明支店
- JAさが（JAバンク）3支所 - 白石支所（秀津出張所含む）、有明支所、福富支所

### テレビ
ケーブルテレビ
- ケーブルワン

## 交通

### 空港
最寄り空港は佐賀空港。
町内と空港を直接結ぶ公共交通はないが、佐賀空港と町内の指定箇所の間で利用できる定額制・予約制のリムジンタクシーがある。

### 鉄道路線

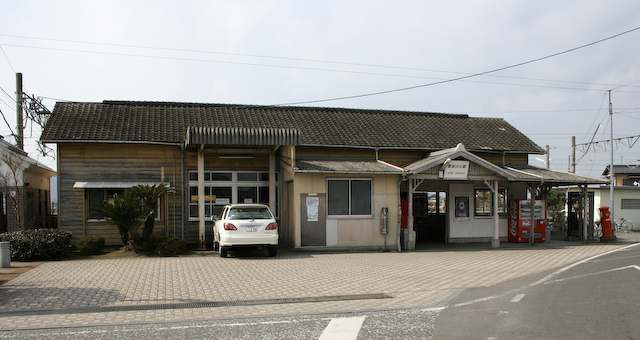
肥前白石駅(旧駅舎)

九州旅客鉄道（JR九州）
- 長崎本線
  - 肥前白石駅 - 肥前竜王駅

### 路線バス・乗合タクシー
- 祐徳バス：佐賀市 - 小城市 - 江北町 - 白石町 - 鹿島市。町内の国道207号を通る。
- あいのりタクシー：小城市の牛津駅と旧福富町を結ぶ。現在はバス車両を使用し路線バスとして運行している。
- 白石町コミュニティタクシー「いこカー」：乗合タクシー。肥前白石駅と町北東部の旧福富町を結ぶ路線と、肥前白石駅と町南西部のいちい公園を結ぶ路線の2路線が路線バス同様の定時定路線運行。他に予約制乗合タクシー「予約制いこカー」がある。

### 道路

#### 高速道路
高速自動車国道は通っていない。高速自動車国道の最寄りインターチェンジはE34 長崎自動車道 5 武雄北方IC。
地域高規格道路の有明海沿岸道路が町内を通っている。福岡県大牟田市と鹿島市を結ぶ計画路線で、現在は嘉瀬南IC（佐賀市）と町内の旧福富町域の間が供用されている。
- インターチェンジ：福富北IC - 福富IC

#### 一般道路
- 一般国道
  - 国道207号
  - 国道444号
- 県道（主要地方道）
  - 佐賀県道36号武雄福富線
- 道の駅：道の駅しろいし - 国道444号と県道36号線の交点付近に立地

## 名所・旧跡・観光スポット・催事・祭事

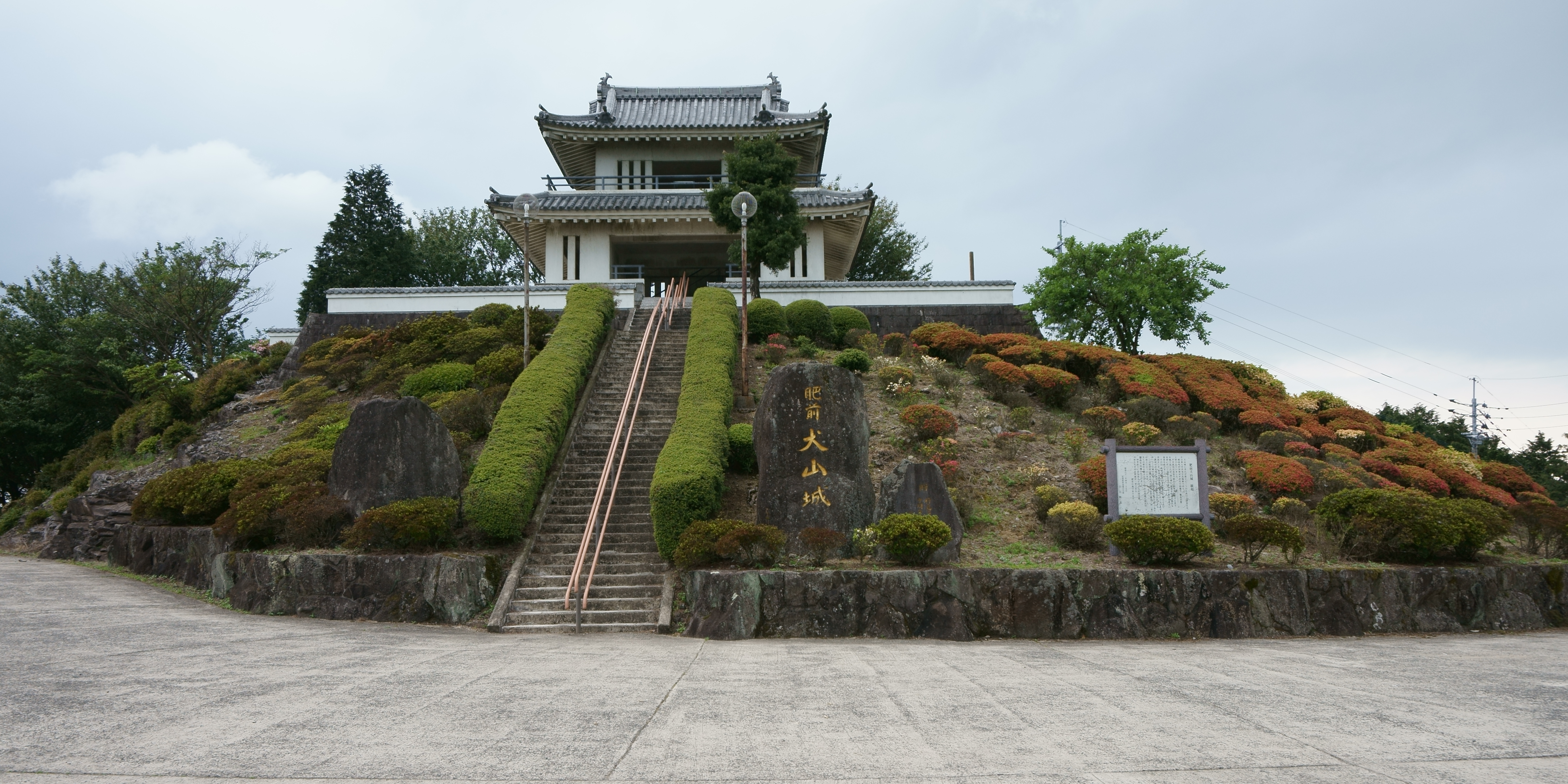
肥前犬山城

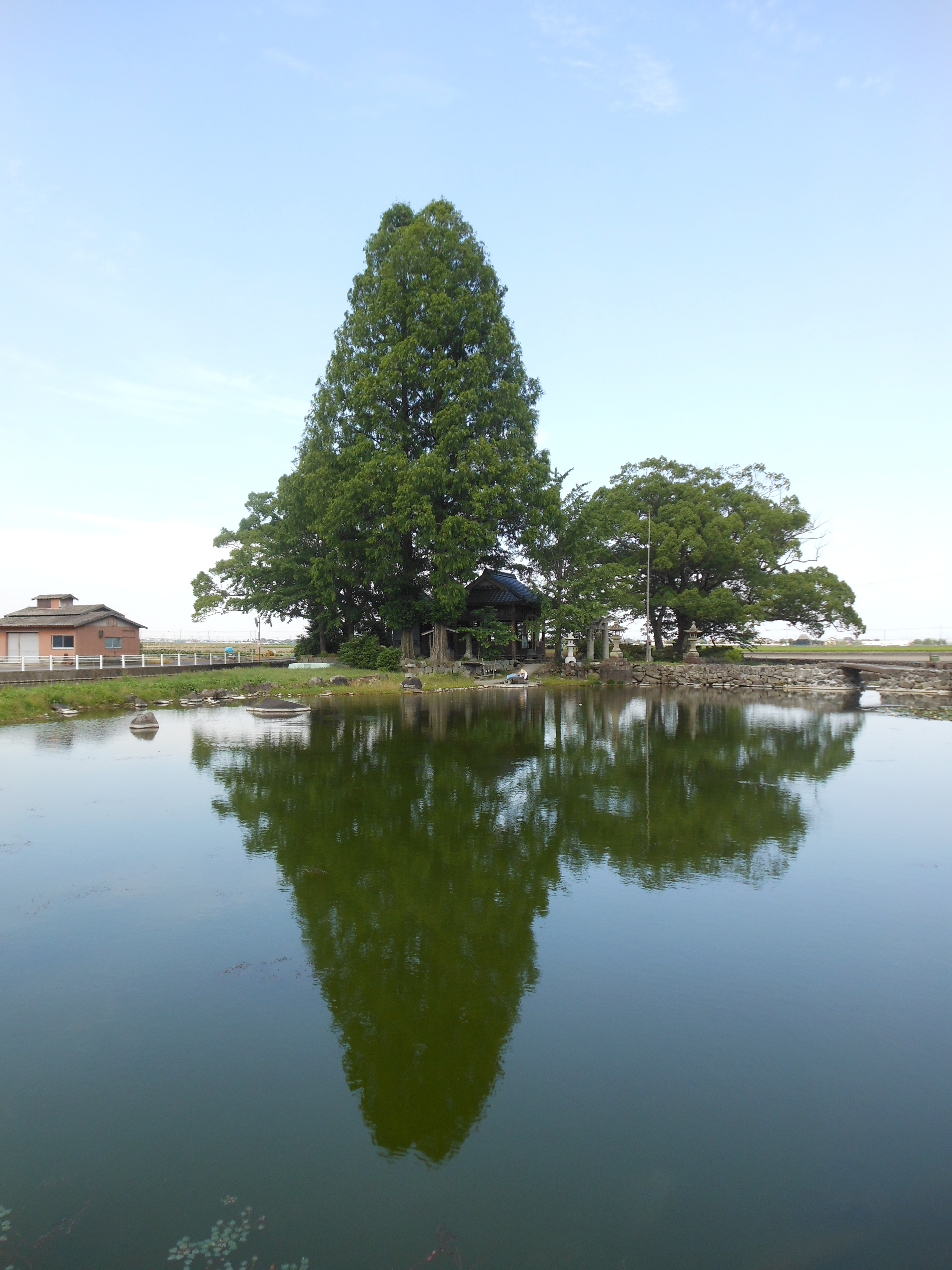
縫ノ池・厳島神社と湖畔林

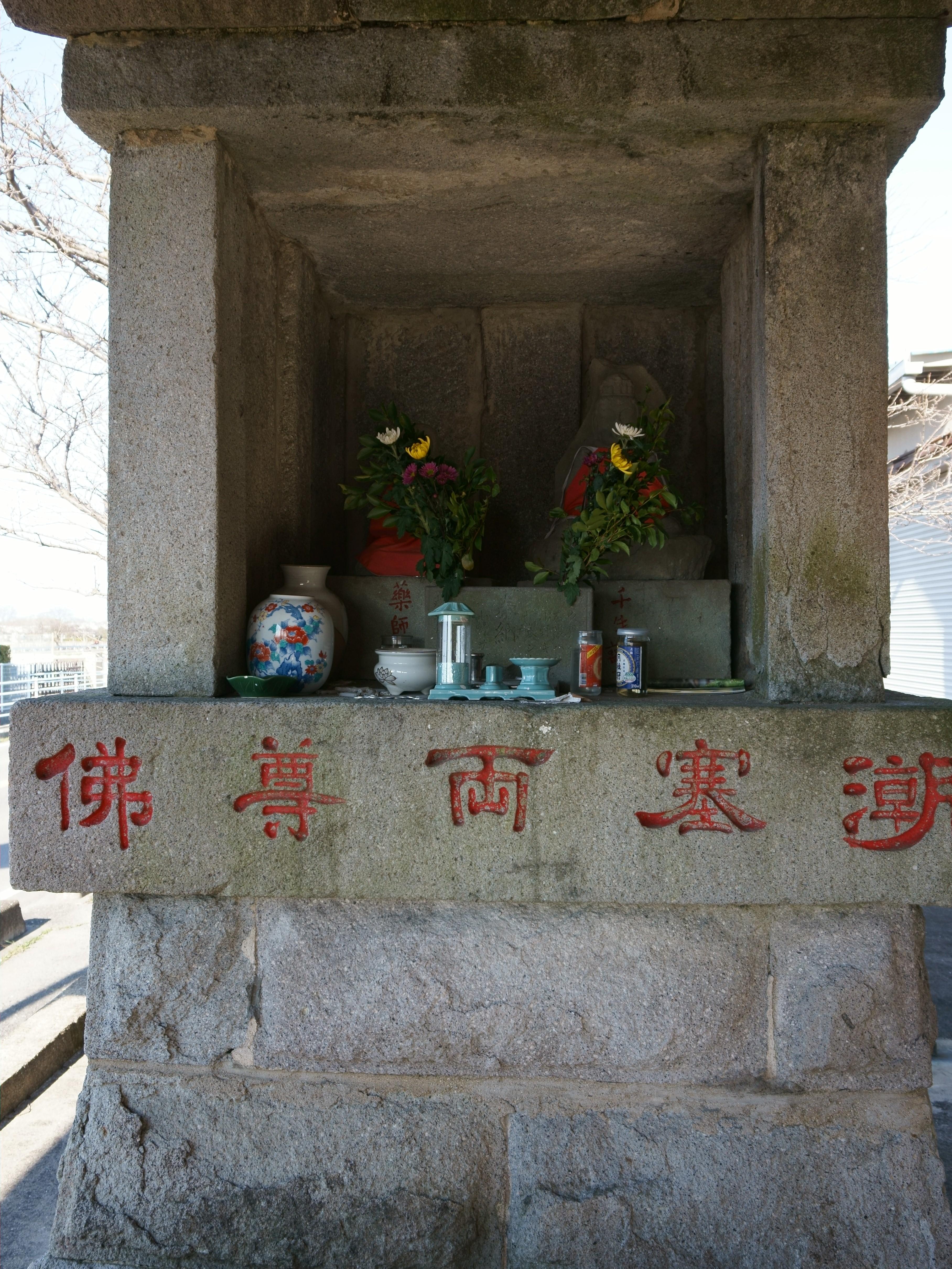
潮塞観音

### 名所・旧跡・観光スポット
- 歌垣公園（日本三大歌垣）
  - 肥前犬山城（展望台）
- 安福寺（水堂さん）
- 猫塚（秀林寺）
- 八坂神社
- 妻山神社
- 縫ノ池
- しろいし特産物直売所
- 稲佐神社
- 福泉禅寺（和泉式部誕生伝説）
- 古今の森公園（海童神社と龍王崎古墳群）
- 桜の里
- 有明産物直売所 山海里
- 有明特産物直売所 菜海ありあけ
- 福富神社
- 金比羅神社
- 陽興寺
- 龍神社
- 潮塞観音
- 福富産物直売所（潮風の里）

### 催事・祭事
- 歌垣の郷ロードレース大会（3月第3日曜日）
- しろいし歌垣春まつり（4月中旬）
- 観光潮干狩り（4月〜5月）
- 有明海遊覧（4月〜9月）
- 八坂神社夏祭（7月12〜14日）
- 八朔（はっさく）祭（10月1日）
- おくんち（10月19日） - 妻山、六角、稲佐、福富の各神社の秋の大祭
- しろいしぺったんこ祭（11月上旬）
- 稲佐神社のお火たき祭（12月26日）

## 出身有名人・ゆかりの人物
- 白石通泰 - 鎌倉御家人 (生没年不明)
- 平井経治 - 須古城主、安福寺を建立 (生没年不明)
- 龍造寺隆信 - 戦国武将 (1529～1584)
- 龍造寺信周 - 戦国武将、須古鍋島家初代 (1532～1608)
- 鍋島勝茂 - 佐賀藩の初代藩主 (1580～1657)
- 吉村新兵衛 - 嬉野茶の始祖 (1603～1657)
- 鍋島茂真 - 10代佐賀藩主の家老 (1813～1866)
- 紀伊八平 - 県議会議員 (1882～1929以降)
- 織田萬 - 日本人初の常設国際司法裁判所判事、貴族院議員 (1868～1945)
- 武藤信義 - 軍人 (1868～1933)
- 船津辰一郎 - 外交官 (1873～1947)
- 蒲原有明 - 詩人 (1875～1952)
- 本告辰二 - 大陸浪人 (1892～1916)
- 吉原清治 - 小型機によるベルリン〜東京間（11,000kmを11日間）飛行に成功 (1905～1974)
- 市原角市 - 盲目の吟遊詩人 (1894/1898/1904～1952)
- 香川良介 - 俳優 (1896～1987)
- 山口良忠 - 元東京地裁判事 (1913～1947)
- 香月熊雄 - 元佐賀県知事 (1916～1995)
- 末次一郎 - 歴代首相の指南役 (1922～2001)
- 大串啓二 - 陸上競技選手・指導者
- 西村康博 - 元競輪選手
- 峰下和子 - フリーアナウンサー
- 橋本祐充子 - 栄養士
- 大串博志 - 衆議院議員
- 南治一徳 - どこでもいっしょプロデューサー
- 前田義貴 - 元プロサッカー選手
- 白濱僚祐 - バスケットボール選手
- 中村なぎさ - 元サガテレビアナウンサー
- 前田和浩 - 陸上競技選手
- 稲富友香 - 陸上競技選手
- 成剛大輔 - 元力士・引退後に人命救助で表彰された。
- 大串桃香 - 元女子プロ野球選手※佐賀県出身初の女子プロ野球選手
- 松本里乃 - 女子野球選手 ※合併前の有明町出身